# 라스트 에어벤더
《라스트 에어벤더》(The Last Airbender)는 2010년 개봉한 미국의 영화이다. 아바타: 아앙의 전설 1시즌을 바탕으로 하고 있다. 그러나 원작과 대비되는 설정과 매끄럽지 못한 연출로 기존 팬들에게 지적을 받았다. 2010년 골든라즈베리상(최악의 영화상)을 시상했다.

## 줄거리
불의 제국이 세계를 정복하려는 시도에서 공기, 물, 흙의 세 다른 국가에 전쟁을 선포한 지 한 세기가 흘렀다. 남쪽 물 부족에 사는 소카와 그의 여동생 카타라는 특이한 빙산을 발견한다. 빙산을 깨자 빛줄기가 뿜어져 나오고, 12세 소년 아앙과 그의 애완동물인 나는 들소 아파가 나타난다.
불의 제국의 실각한 왕자 주코는 아앙이 풀려나면서 나는 빛을 감지하고 남쪽 물 부족에 도착하여 주민들에게 아바타를 넘겨달라고 요구한다. 아바타는 공기, 물, 흙, 불의 네 가지 원소를 모두 조작할 수 있는 유일한 존재이다. 아앙은 마을을 구하기 위해 항복하지만, 불의 제국 함선에서 탈출하여 카타라와 소카가 데려온 아파에게 날아간다. 트리오는 아앙의 고향인 남쪽 공기의 사원으로 여행하며, 그곳에서 아앙은 자신이 한 세기 동안 빙산에 갇혀 있었고 불의 제국이 자신의 수호자인 갸초 스님을 포함한 다른 공기의 유목민들을 전멸시켰다는 사실을 알게 된다. 절망에 빠진 아앙은 아바타 상태에 들어가 영혼의 세계에서 용의 영혼을 만난다. 카타라의 간절한 부탁으로 아앙은 아바타 상태에서 벗어난다.
일행은 불의 제국이 지배하는 흙의 왕국 마을에 도착한다. 그들이 체포되어 투옥되자, 그들은 반란을 일으켜 마을을 점령한 불의 제국 군인들과 싸워 물리친다. 아앙은 카타라와 소카에게 자신은 에어벤딩만 할 줄 알고 다른 세 가지 원소는 아직 숙달하지 못했다고 말한다. 그들은 아앙이 물벤딩 마스터들에게 배울 수 있는 북쪽 물 부족으로 향한다.
북쪽 공기의 사원으로의 옆길 여행 중에 아앙은 농민에게 배신당하고 자오 사령관이 이끄는 불의 제국 궁수들에게 붙잡힌다. 그러나 푸른 영혼이라는 가면을 쓴 약탈자가 아앙이 탈출하도록 돕는다. 자오는 주코가 푸른 영혼임을 깨닫고, 쇠뇌병에게 화살을 쏘아 주코를 기절시키지만 아앙은 자신의 기술을 사용하여 의식을 잃은 주코와 함께 탈출한다. 아앙은 아침까지 주코를 돌보다가 소카와 카타라와 재회하기 위해 떠난다. 자오는 주코의 배를 폭파하여 다시 주코를 죽이려 하지만, 주코는 몰래 살아남아 자오의 배에 잠입한다.
도착하자마자 아앙 일행은 북쪽 물 부족 시민들의 환영을 받고, 물벤딩 마스터 파쿠는 아앙과 카타라를 가르친다. 불의 제국이 도착하고 자오는 공격을 시작하며 주코는 아바타를 독자적으로 계속 찾는다. 전투에서 카타라를 물리친 후 주코는 아앙을 붙잡고, 아앙은 불의 제국을 물리칠 도움을 받기 위해 용의 영혼을 찾으러 아바타 상태로 다시 들어간다. 용의 영혼은 그에게 "바다를 사용하고 물의 힘을 보여라"라고 조언한다.
몸으로 돌아온 아앙은 카타라가 주코를 얼음에 가둘 때까지 주코와 싸운 다음 전투에 합류하기 위해 떠난다. 주코의 삼촌 아이로와 자오는 신성한 동굴로 향하고 그곳에서 자오는 달의 영혼을 붙잡는다. 아이로의 간청에도 불구하고 자오는 달의 영혼을 죽여 모든 물벤더들의 능력을 빼앗는다. 자오의 신성 모독에 격분한 아이로는 불벤딩 숙련도를 드러내어 자오와 그의 수행원들을 신성한 동굴에서 쫓아낸다. 유에 공주는 달의 영혼을 되살리기 위해 자신의 목숨을 바친다. 자오는 주코가 살아남았다는 것을 알게 되고 싸움을 준비하지만, 아이로는 주코를 말리고 자오는 물벤더들에게 익사당한다. 얼음에 갇히기 전의 삶을 떠올린 아앙은 아바타 상태에 들어가 거대한 파도를 일으켜 불의 제국을 후퇴시킨다.
주코의 아버지 오자이 불의 제왕은 패배 소식을 듣고 딸 아줄라 공주에게 아바타가 흙과 불을 숙달하는 것을 막으라는 임무를 부여한다.

## 출연진
- 노아 링어 - 아앙
- 데브 파텔 - 주코 왕자
- 니컬라 펠츠 - 카타라
- 잭슨 래스본 - 소라
- 숀 토브 - 아이로 장군
- 아시프 만드비 - 자오 사령관
- 세이셸 게이브리얼 - 유에 공주
- 클리프 커티스 - 오자이 황제
- 서머 비실 - 아줄라 공주
- 프랜시스 가이넌 - 파쿠 고수
- 랜들 덕 김 - 사원의 노인
- 아이작 진 솔스틴 - 하루
- 심경 - 타이로
- 캐서린 호튼 - 카나
- 데이먼 겁턴 - 갸초